# Mellemslesvigsk
 Der er for få eller ingen kildehenvisninger i denne artikel, hvilket er et problem. Du kan hjælpe ved at angive troværdige kilder til de påstande, som fremføres i artiklen.

Mellemslesvigsk er en dansk-sønderjysk dialekt (varietet) i området syd for den dansk-tyske grænse omtrent mellem Flensborg og Nibøl. Historisk omfatter dialekktområdet hele det mellemslesvigske gestområde ned til omtrent Slesvig by, Svavsted og Husum. Dialekktområdet rakte altså længere mod syd end det gør i dag. Mod øst gik det mellemslesvigske over i angeldansk. Mod vest grænsede dialekten til nordfrisisk.
I området tales nu overvejende standardtysk (som hverdagssprog), men også nedertysk og sydslesvigdansk (som regional- og mindretalssprog).